# Perionyx excavatus
Espèce
Perionyx excavatus est une espèce de ver de terre de la famille des Megascolecidae. Il est appelé en anglais composting worms, blues ou Indian blues et est parfois utilisé en lombricompostage  dans les régions tropicales et subtropicales. Il peut avoir ses origines dans les montagnes de l’Himalaya[réf. nécessaire].

## Systématique
L'espèce Perionyx excavatus a été décrite en 1872 par le naturaliste et zoologiste français Edmond Perrier (1844-1921),.

## Description
Dans sa publication de 1872, Perrier indique que les spécimens qu'il a en sa possession mesurent 120 mm de longueur pour une largeur de 4,5 mm à la ceinture et de 3,5 mm en moyenne. Il précise toutefois que ces spécimens étaient tous fortement rétractés par l'alcool et avaient été prélevés au Viêt Nam.

## Perionyx excavatuset l'Homme
Cette espèce est commercialisée pour sa capacité à créer rapidement de fins turricules de vers. Il est utilisé depuis 1990 au Viêt Nam. Il est récemment devenu plus populaire en Amérique du Nord à des fins de compostage, mais il peut s’avérer très envahissant.

## Publication originale
- Edmond Perrier, « Recherches pour servir à l'histoire des lombriciens terrestres », Nouvelles archives du muséum d'histoire naturelle, Paris, Inconnu, inconnu et inconnu, vol. 8,‎ 1872, p. 5-198 (ISSN 0766-7248 et 3040-861X, OCLC 16182935, BNF 32826392, DOI 10.5962/BHL.TITLE.12201, lire en ligne).